# Östra Finlands nation
Östra Finlands Nation (ÖFN) är en svenskspråkig studentnation vid Helsingfors universitet. Nationens huvudsakliga upptagningsområde är de svenska kommunerna i östra Nyland och västra Kymmenedalen. Utöver studenter vid Helsingfors universitet har nationen även medlemmar som studerar vid de andra universiteten och högskolorna i Helsingfors, såsom Svenska handelshögskolan, Aalto-universitetet, Konstuniversitet, Försvarshögskolan samt yrkeshögskolan Arcada.

## Historia
Östra Finlands Nation grundades 1924 då de svenska studenterna i Viborgska avdelningen (nuvarande Wiipurilainen osakunta) bröt sig ur avdelningen i protest mot en ökad förfinskning. Detta skedde dock i god anda, och relationerna med modernationen förblev goda. Till en början utgjordes nationens medlemskår främst av svenska studenter från Viborg och dåvarande Viborgs län, men efter andra världskriget har nationens upptagningsområde gradvis flyttat västerut. 
I dagens läge är de flesta medlemmarna studenter med rötterna i någon av östra Nylands och västra Kymmenedalens svenska kommuner. Nationen upprätthåller dock aktivt arvet från hemstaden Viborg, genom att bland annat regelbundet besöka staden.

## Organisation
Nationens inspektor är en professor vid Helsingfors universitet. Nuvarande inspektor är professor Kai Nordlund, professor i beräkningsmaterialfysik. Inspektors uppgift är att upprätthålla kontaken mellan nationen och universitet samt att leda ordet på nationsmötena.
Nationen väljer bland sina medlemmar en kurator, vars uppgift är att leda ordet på nationsmötet i inspektors frånvaro, att bistå styrelsen i dess arbete samt att tillsammans med inspektor upprätthålla kontakten till universitetet och de andra nationerna. Kurator bör vara en äldre medlem som avlagt en högre högskoleexamen, men i undantagsfall kan en student som är slutet av sina studier väljas till kurator. Kurators mandatperiod är två år. 
Utöver inspektor och kurator väljer nationen även en styrelse vars uppgift är att sköta den löpande verksamheten. Styrelsen består i regel av studenter i olika skeden av sina studier.

## Stipendium och bostäder
Östra Finlands Nation förvaltar ett urval stipendier som kan ansökas av nationens medlemmar. Utöver detta har medlemmarna även möjlighet att ansöka om studentbostäder; nationen äger via Svenska Studenters Bostadsstiftelse ett antal bostäder i stadsdelarna Arabiastranden och Busholmen i Helsingfors.

## Upptagningsområde
Till nationens aktiva upptagningsområde hör följande kommuner i östra Nyland och västra Kymmenedalen.
- Sibbo
- Borgå
- Mörskom
- Lovisa
- Lappträsk
- Pyttis
- Kotka
- Pernå

Utöver dessa kommuner omfattar upptagningsområdet även de huvudsakligen finska kommunerna i landskapen Kymmenedalen, Södra Savolax, Norra Savolax, Södra Karelen samt Norra Karelen. Till nationens medlemmar tas även studenter med anknytning till staden Viborg.

## Vännationer
Östra Finlands Nation har utbyte med följande vännationer:
- Wiipurilainen Osakunta, Helsingfors
- Karjalainen Osakunta, Helsingfors
- Östra Finlands nation, Åbo
- Västmanlands-Dala nation, Uppsala
- Helsingborgs-Landskrona nation, Lund

## Inspektorer
| Östra Finlands nations inspektorer |
| |
| Birger Runeberg 1924–1938 \| Leonard Borgström 1939–1944 \| Henrik Zilliacus 1945–1955 \| Olof Enckell 1956–1959 \| Henrik Zilliacus 1960–1968 \| Stig Jaatinen 1969–1974 \| Peter Tigerstedt 1975–1985 \| Olavi Luukkanen 1986–1993 \| Mats Brommels 1994–2002 \| Olavi Luukkanen 2003–2011 \| Kai Nordlund 2011– |